# سیارک ۱۱۴
سیارک ۱۱۴ (به انگلیسی: 114 Kassandra) صد و چهاردهمین سیارک کشف شده‌است که در ۲۳ ژوئیه ۱۸۷۱ کشف شد.
قدر مطلق سیارک برابر ۸٫۲۶ است.